# لوتجان
لوتجان هي قرية في مقاطعة خدا أفرين، إيران. عدد سكان هذه القرية هو 192 في سنة 2006.